# Anisoplia zwicki
Anisoplia zwicki är en skalbaggsart som beskrevs av Fischer 1824. Anisoplia zwicki ingår i släktet Anisoplia och familjen Rutelidae. Inga underarter finns listade i Catalogue of Life.